# Агмъярви
Агмъярви — озеро на территории Ребольского сельского поселения Муезерского района Республики Карелия.

## Общие сведения
Площадь озера — 1,4 км², площадь бассейна — 25,7 км². Располагается на высоте 195,1 метров над уровнем моря.
Форма озера продолговатая, вытянуто с северо-запада на юго-восток. Берега озера каменисто-песчаные, местами заболоченные.
С юго-запада через ряд проток и ламбин соединяется с озером Короппи.
С севера в озеро втекает ручей, вытекающий из безымянной ламбины.
В центре озера расположен один безымянный остров.
Населённые пункты возле озера отсутствуют. Ближайший — посёлок Кимоваара — расположен в шестнадцати километрах к востоку от озера.
Озеро расположено в 21 км от Российско-финляндской границы.
Код водного объекта в государственном водном реестре — 01050000111102000011073.